# فهرست جایزه‌ها و نامزدی‌های همه‌چیز همه‌جا به یکباره
همه‌چیز همه‌جا به یکباره فیلم کمدی-درام پوچ‌گرایانه آمریکایی محصول ۲۰۲۲ به نویسندگی و کارگردانی دانیل کوان و دانیل شاینرت (که مجموعاً با نام «دانیلز» شناخته می‌شوند) است که آنتونی و جو روسو آن را تهیه کرده‌اند. داستان فیلم دربارهٔ یک زن چینی-آمریکایی است که توسط خدمات درآمد داخلی حسابرسی می‌شود و متوجه می‌شود که باید با نسخه‌های جهان موازی خود ارتباط برقرار کند تا از یک موجود قدرتمند از تخریب چندجهانی جلوگیری کند.
این فیلم به دلیل تخیل، جلوه‌های بصری، طنز، کارگردانی، تدوین، بازیگری و مدیریت مضامینی مانند اگزیستانسیالیسم، نیهیلیسم و هویت آسیایی-آمریکایی مورد تحسین گسترده منتقدان قرار گرفت. این فیلم جوایز متعددی دریافت کرده‌است، و همچنین از سوی هیئت ملی بازبینی فیلم و انستیتوی فیلم آمریکا به عنوان یکی از ده فیلم برتر سال ۲۰۲۲ معرفی شده‌است. یئو و جاناتان کی کوان برای بازی خود در هشتادمین مراسم گلدن گلوب جایزه گلدن گلوب را دریافت کردند که دومی نیز برنده بهترین بازیگر نقش مکمل مرد در بیست و هشتمین جایزه انتخاب منتقدان شد. این فیلم همچنین با ۱۱ نامزدی، بیشترین تعداد نامزدی را در نود و پنجمین دوره جوایز اسکار دریافت کرده‌است. این فیلم همچنین با پشت سر گذاشتن فیلم ارباب حلقه‌ها: بازگشت پادشاه پر جایزه‌ترین فیلم تاریخ شده‌است.
این فیلم با نامزدی در چندین بخش تاریخ اسکار را به ثبت رساند: یئو نخستین زن آسیایی است که در بخش بهترین بازیگر زن نامزد شده‌است. نامزدی استفانی شو در بخش بهترین بازیگر نقش مکمل زن، در کنار نامزدی هانگ چائو برای فیلم نهنگ، اولین باری بود که دو بازیگر زن آسیایی در یک سال در آن بخش نامزد شدند.

## جوایز و نامزدی‌ها
| جایزه                                     | تاریخ مراسم    | رده                                                             | دریافت‌کننده                                                                              | نتیجه     | منبع          |
| ----------------------------------------- | -------------- | --------------------------------------------------------------- | ---------------------------------------------------------------------------------------- | --------- | ------------- |
| جوایز اکتا                                | ۲۴ فوریه ۲۰۲۳  | بهترین فیلم                                                     | همه‌چیز همه‌جا به یکباره                                                                   | نامزدشده  | [ ۲ ] [ ۳ ]   |
| جوایز اکتا                                | ۲۴ فوریه ۲۰۲۳  | بهترین کارگردانی                                                | دانیل‌ها                                                                                  | نامزدشده  | [ ۲ ] [ ۳ ]   |
| جوایز اکتا                                | ۲۴ فوریه ۲۰۲۳  | بهترین بازیگر زن                                                | میشل یئو                                                                                 | نامزدشده  | [ ۲ ] [ ۳ ]   |
| جوایز اکتا                                | ۲۴ فوریه ۲۰۲۳  | بهترین بازیگر نقش مکمل مرد                                      | جاناتان کی کوان                                                                          | نامزدشده  | [ ۲ ] [ ۳ ]   |
| جوایز اکتا                                | ۲۴ فوریه ۲۰۲۳  | بهترین بازیگر نقش مکمل زن                                       | جیمی لی کرتیس                                                                            | نامزدشده  | [ ۲ ] [ ۳ ]   |
| جوایز اکتا                                | ۲۴ فوریه ۲۰۲۳  | بهترین بازیگر نقش مکمل زن                                       | استفانی شو                                                                               | نامزدشده  | [ ۲ ] [ ۳ ]   |
| جوایز فیلم‌های ای‌ای‌آرپی برای بزرگسالان     | ۲۸ ژانویه ۲۰۲۳ | بهترین فیلم برای بزرگسالان                                      | همه‌چیز همه‌جا به یکباره                                                                   | نامزدشده  | [ ۴ ] [ ۵ ]   |
| جوایز فیلم‌های ای‌ای‌آرپی برای بزرگسالان     | ۲۸ ژانویه ۲۰۲۳ | بهترین بازیگر زن                                                | میشل یئو                                                                                 | برنده     | [ ۴ ] [ ۵ ]   |
| جوایز فیلم‌های ای‌ای‌آرپی برای بزرگسالان     | ۲۸ ژانویه ۲۰۲۳ | بهترین بازیگر نقش مکمل مرد                                      | جاناتان کی کوان                                                                          | نامزدشده  | [ ۴ ] [ ۵ ]   |
| جوایز فیلم‌های ای‌ای‌آرپی برای بزرگسالان     | ۲۸ ژانویه ۲۰۲۳ | بهترین بازیگر نقش مکمل زن                                       | جیمی لی کرتیس                                                                            | نامزدشده  | [ ۴ ] [ ۵ ]   |
| جوایز فیلم‌های ای‌ای‌آرپی برای بزرگسالان     | ۲۸ ژانویه ۲۰۲۳ | بهترین فیلم بین‌نسلی                                             | همه‌چیز همه‌جا به یکباره                                                                   | نامزدشده  | [ ۴ ] [ ۵ ]   |
| جوایز اسکار                               | ۱۲ مارس ۲۰۲۳   | بهترین فیلم                                                     | دانیل‌ها، و جاناتان وانگ                                                                  | برنده     | [ ۶ ]         |
| جوایز اسکار                               | ۱۲ مارس ۲۰۲۳   | بهترین کارگردانی                                                | دانیل‌ها                                                                                  | برنده     | [ ۶ ]         |
| جوایز اسکار                               | ۱۲ مارس ۲۰۲۳   | بهترین بازیگر نقش اول زن                                        | میشل یئو                                                                                 | برنده     | [ ۶ ]         |
| جوایز اسکار                               | ۱۲ مارس ۲۰۲۳   | بهترین بازیگر نقش مکمل مرد                                      | جاناتان کی کوان                                                                          | برنده     | [ ۶ ]         |
| جوایز اسکار                               | ۱۲ مارس ۲۰۲۳   | بهترین بازیگر نقش مکمل زن                                       | جیمی لی کرتیس                                                                            | برنده     | [ ۶ ]         |
| جوایز اسکار                               | ۱۲ مارس ۲۰۲۳   | بهترین بازیگر نقش مکمل زن                                       | استفانی شو                                                                               | نامزدشده  | [ ۶ ]         |
| جوایز اسکار                               | ۱۲ مارس ۲۰۲۳   | بهترین فیلم‌نامه غیراقتباسی                                      | دانیل‌ها                                                                                  | برنده     | [ ۶ ]         |
| جوایز اسکار                               | ۱۲ مارس ۲۰۲۳   | بهترین موسیقی فیلم                                              | سان لوکس                                                                                 | نامزدشده  | [ ۶ ]         |
| جوایز اسکار                               | ۱۲ مارس ۲۰۲۳   | بهترین ترانه                                                    | رایان لوت، دیوید برن و میتسکی برای «این زندگی است»                                       | نامزدشده  | [ ۶ ]         |
| جوایز اسکار                               | ۱۲ مارس ۲۰۲۳   | بهترین طراحی لباس                                               | شرلی کوراتا                                                                              | نامزدشده  | [ ۶ ]         |
| جوایز اسکار                               | ۱۲ مارس ۲۰۲۳   | بهترین تدوین                                                    | پل راجرز                                                                                 | برنده     | [ ۶ ]         |
| اتحادیه زنان روزنامه‌نگار سینمایی          | ۵ ژانویه ۲۰۲۳  | بهترین فیلم                                                     | همه‌چیز همه‌جا به یکباره                                                                   | نامزدشده  | [ ۷ ]         |
| اتحادیه زنان روزنامه‌نگار سینمایی          | ۵ ژانویه ۲۰۲۳  | بهترین کارگردان                                                 | دانیل‌ها                                                                                  | نامزدشده  | [ ۷ ]         |
| اتحادیه زنان روزنامه‌نگار سینمایی          | ۵ ژانویه ۲۰۲۳  | بهترین بازیگر زن                                                | میشل یئو                                                                                 | برنده     | [ ۷ ]         |
| اتحادیه زنان روزنامه‌نگار سینمایی          | ۵ ژانویه ۲۰۲۳  | جسورانه‌ترین اجرا                                                | میشل یئو                                                                                 | نامزدشده  | [ ۷ ]         |
| اتحادیه زنان روزنامه‌نگار سینمایی          | ۵ ژانویه ۲۰۲۳  | بهترین بازیگر مرد نقش مکمل                                      | جاناتان کی کوان                                                                          | برنده     | [ ۷ ]         |
| اتحادیه زنان روزنامه‌نگار سینمایی          | ۵ ژانویه ۲۰۲۳  | بهترین بازیگر زن نقش مکمل                                       | جیمی لی کرتیس                                                                            | برنده     | [ ۷ ]         |
| اتحادیه زنان روزنامه‌نگار سینمایی          | ۵ ژانویه ۲۰۲۳  | بهترین اجرای موفقیت‌آمیز زن                                      | استفانی شو                                                                               | نامزدشده  | [ ۷ ]         |
| اتحادیه زنان روزنامه‌نگار سینمایی          | ۵ ژانویه ۲۰۲۳  | بهترین فیلمنامه اصلی                                            | دانیل‌ها                                                                                  | نامزدشده  | [ ۷ ]         |
| اتحادیه زنان روزنامه‌نگار سینمایی          | ۵ ژانویه ۲۰۲۳  | بهترین گروه بازیگران – انتخاب بازیگران                          | سارا هالی فین                                                                            | نامزدشده  | [ ۷ ]         |
| اتحادیه زنان روزنامه‌نگار سینمایی          | ۵ ژانویه ۲۰۲۳  | بهترین فیلمبرداری                                               | لارکین سیپل                                                                              | نامزدشده  | [ ۷ ]         |
| اتحادیه زنان روزنامه‌نگار سینمایی          | ۵ ژانویه ۲۰۲۳  | بهترین تدوین                                                    | پل راجرز                                                                                 | برنده     | [ ۷ ]         |
| جایزه آماندا                              | ۲۰ اوت ۲۰۲۲    | بهترین فیلم خارجی                                               | همه‌چیز همه‌جا به یکباره                                                                   | برنده     | [ ۸ ]         |
| جوایز مؤسسه فیلم آمریکا                   | ۹ دسامبر ۲۰۲۲  | ۱۰ فیلم برتر سال                                                | همه‌چیز همه‌جا به یکباره                                                                   | برنده     | [ ۹ ]         |
| جوایز ویراستاران سینمای آمریکا            | ۵ مارس ۲۰۲۳    | بهترین فیلم بلند تدوین شده - کمدی                               | پل راجرز                                                                                 | برنده     |               |
| جوایز انجمن کارگردانان هنری               | ۱۸ فوریه ۲۰۲۳  | برتری در طراحی تولید برای یک فیلم فانتزی                        | جیسون کیسوردای                                                                           | برنده     | [ ۱۰ ]        |
| انجمن منتقدان فیلم آستین                  | ۱۰ ژانویه ۲۰۲۳ | بهترین فیلم                                                     | همه‌چیز همه‌جا به یکباره                                                                   | برنده     | [ ۱۱ ]        |
| انجمن منتقدان فیلم آستین                  | ۱۰ ژانویه ۲۰۲۳ | بهترین کارگردان                                                 | دانیل‌ها                                                                                  | برنده     | [ ۱۱ ]        |
| انجمن منتقدان فیلم آستین                  | ۱۰ ژانویه ۲۰۲۳ | بهترین بازیگر زن                                                | میشل یئو                                                                                 | برنده     | [ ۱۱ ]        |
| انجمن منتقدان فیلم آستین                  | ۱۰ ژانویه ۲۰۲۳ | بهترین بازیگر نقش مکمل مرد                                      | جاناتان کی کوان                                                                          | برنده     | [ ۱۱ ]        |
| انجمن منتقدان فیلم آستین                  | ۱۰ ژانویه ۲۰۲۳ | بهترین بازیگر نقش مکمل زن                                       | جیمی لی کرتیس                                                                            | نامزدشده  | [ ۱۱ ]        |
| انجمن منتقدان فیلم آستین                  | ۱۰ ژانویه ۲۰۲۳ | بهترین بازیگر نقش مکمل زن                                       | استفانی شو                                                                               | برنده     | [ ۱۱ ]        |
| انجمن منتقدان فیلم آستین                  | ۱۰ ژانویه ۲۰۲۳ | جایزه هنرمند یادبود رابرت آر «بابی» مک‌کردی                      | استفانی شو                                                                               | نامزدشده  | [ ۱۱ ]        |
| انجمن منتقدان فیلم آستین                  | ۱۰ ژانویه ۲۰۲۳ | بهترین فیلمنامه اصلی                                            | دانیل‌ها                                                                                  | برنده     | [ ۱۱ ]        |
| انجمن منتقدان فیلم آستین                  | ۱۰ ژانویه ۲۰۲۳ | بهترین فیلمبرداری                                               | لارکین سیپل                                                                              | برنده     | [ ۱۱ ]        |
| انجمن منتقدان فیلم آستین                  | ۱۰ ژانویه ۲۰۲۳ | بهترین تدوین فیلم                                               | پل راجرز                                                                                 | برنده     | [ ۱۱ ]        |
| انجمن منتقدان فیلم آستین                  | ۱۰ ژانویه ۲۰۲۳ | بهترین موسیقی متن                                               | سان لوکس                                                                                 | نامزدشده  | [ ۱۱ ]        |
| انجمن منتقدان فیلم آستین                  | ۱۰ ژانویه ۲۰۲۳ | بهترین گروه بازیگران                                            | همه‌چیز همه‌جا به یکباره                                                                   | برنده     | [ ۱۱ ]        |
| انجمن منتقدان فیلم آستین                  | ۱۰ ژانویه ۲۰۲۳ | بهترین هماهنگ‌کننده بدلکاری                                      | تیموتی اولیخ                                                                             | نامزدشده  | [ ۱۱ ]        |
| انجمن منتقدان فیلم بوستون                 | ۱۱ دسامبر ۲۰۲۲ | بهترین بازیگر زن                                                | میشل یئو                                                                                 | برنده     | [ ۱۲ ]        |
| انجمن منتقدان فیلم بوستون                 | ۱۱ دسامبر ۲۰۲۲ | بهترین بازیگر نقش مکمل مرد                                      | جاناتان کی کوان                                                                          | برنده     | [ ۱۲ ]        |
| جوایز فیلم بفتا                           | ۱۹ فوریه ۲۰۲۳  | بهترین فیلم                                                     | دانیل‌ها و جاناتان وانگ                                                                   | نامزدشده  | [ ۱۳ ]        |
| جوایز فیلم بفتا                           | ۱۹ فوریه ۲۰۲۳  | بهترین کارگردانی                                                | دانیل‌ها                                                                                  | نامزدشده  | [ ۱۳ ]        |
| جوایز فیلم بفتا                           | ۱۹ فوریه ۲۰۲۳  | بهترین بازیگر نقش اول زن                                        | میشل یئو                                                                                 | نامزدشده  | [ ۱۳ ]        |
| جوایز فیلم بفتا                           | ۱۹ فوریه ۲۰۲۳  | بهترین بازیگر نقش مکمل مرد                                      | جاناتان کی کوان                                                                          | نامزدشده  | [ ۱۳ ]        |
| جوایز فیلم بفتا                           | ۱۹ فوریه ۲۰۲۳  | بهترین بازیگر نقش مکمل زن                                       | جیمی لی کرتیس                                                                            | نامزدشده  | [ ۱۳ ]        |
| جوایز فیلم بفتا                           | ۱۹ فوریه ۲۰۲۳  | بهترین فیلم‌نامه اصلی                                            | دانیل‌ها                                                                                  | نامزدشده  | [ ۱۳ ]        |
| جوایز فیلم بفتا                           | ۱۹ فوریه ۲۰۲۳  | بهترین انتخاب بازیگران                                          | سارا هالی فین                                                                            | نامزدشده  | [ ۱۳ ]        |
| جوایز فیلم بفتا                           | ۱۹ فوریه ۲۰۲۳  | بهترین تدوین                                                    | پل راجرز                                                                                 | برنده     | [ ۱۳ ]        |
| جوایز فیلم بفتا                           | ۱۹ فوریه ۲۰۲۳  | بهترین موسیقی فیلم                                              | سان لوکس                                                                                 | نامزدشده  | [ ۱۳ ]        |
| جوایز فیلم بفتا                           | ۱۹ فوریه ۲۰۲۳  | بهترین جلوه‌های ویژه بصری                                        | بنجامین بروور، اتان فلدباو، جاناتان کامبرینک، زک استولتز                                 | نامزدشده  | [ ۱۳ ]        |
| جوایز فیلم ایندیپندنت بریتانیا            | ۴ دسامبر ۲۰۲۲  | بهترین فیلم مستقل بین‌المللی                                     | دانیل‌ها، جاناتان وانگ، برادران روسو، مایک لاروکا                                         | نامزدشده  | [ ۱۴ ]        |
| انجمن منتقدان فیلم شیکاگو                 | ۱۴ دسامبر ۲۰۲۲ | بهترین فیلم                                                     | همه‌چیز همه‌جا به یکباره                                                                   | نامزدشده  | [ ۱۵ ] [ ۱۶ ] |
| انجمن منتقدان فیلم شیکاگو                 | ۱۴ دسامبر ۲۰۲۲ | بهترین کارگردان                                                 | دانیل‌ها                                                                                  | برنده     | [ ۱۵ ] [ ۱۶ ] |
| انجمن منتقدان فیلم شیکاگو                 | ۱۴ دسامبر ۲۰۲۲ | بهترین بازیگر زن                                                | میشل یئو                                                                                 | نامزدشده  | [ ۱۵ ] [ ۱۶ ] |
| انجمن منتقدان فیلم شیکاگو                 | ۱۴ دسامبر ۲۰۲۲ | جایزه انجمن منتقدان فیلم شیکاگو برای بهترین بازیگر نقش مکمل مرد | جاناتان کی کوان                                                                          | برنده     | [ ۱۵ ] [ ۱۶ ] |
| انجمن منتقدان فیلم شیکاگو                 | ۱۴ دسامبر ۲۰۲۲ | جایزه انجمن منتقدان فیلم شیکاگو برای بهترین بازیگر نقش مکمل زن  | استفانی شو                                                                               | نامزدشده  | [ ۱۵ ] [ ۱۶ ] |
| انجمن منتقدان فیلم شیکاگو                 | ۱۴ دسامبر ۲۰۲۲ | خوش‌آتیه‌ترین بازیگر                                              | استفانی شو                                                                               | نامزدشده  | [ ۱۵ ] [ ۱۶ ] |
| انجمن منتقدان فیلم شیکاگو                 | ۱۴ دسامبر ۲۰۲۲ | بهترین فیلمنامه اصلی                                            | دانیل‌ها                                                                                  | نامزدشده  | [ ۱۵ ] [ ۱۶ ] |
| انجمن منتقدان فیلم شیکاگو                 | ۱۴ دسامبر ۲۰۲۲ | جایزه انجمن منتقدان فیلم شیکاگو برای بهترین فیلمبرداری          | لارکین سیپل                                                                              | نامزدشده  | [ ۱۵ ] [ ۱۶ ] |
| انجمن منتقدان فیلم شیکاگو                 | ۱۴ دسامبر ۲۰۲۲ | بهترین تدوین                                                    | پل راجرز                                                                                 | برنده     | [ ۱۵ ] [ ۱۶ ] |
| انجمن منتقدان فیلم شیکاگو                 | ۱۴ دسامبر ۲۰۲۲ | بهترین طراحی لباس                                               | شرلی کوراتا                                                                              | برنده     | [ ۱۵ ] [ ۱۶ ] |
| انجمن منتقدان فیلم شیکاگو                 | ۱۴ دسامبر ۲۰۲۲ | بهترین کارگردانی هنری/طراحی تولید                               | همه‌چیز همه‌جا به یکباره                                                                   | برنده     | [ ۱۵ ] [ ۱۶ ] |
| انجمن منتقدان فیلم شیکاگو                 | ۱۴ دسامبر ۲۰۲۲ | بهترین استفاده از جلوه‌های بصری                                  | همه‌چیز همه‌جا به یکباره                                                                   | برنده     | [ ۱۵ ] [ ۱۶ ] |
| جوایز انجمن طراحان لباس                   | ۲۷ فوریه ۲۰۲۳  | برتری در فیلم علمی تخیلی/فانتزی                                 | شرلی کوراتا                                                                              | برنده     | [ ۱۷ ]        |
| جوایز فیلم به انتخاب منتقدان              | ۱۵ ژانویه ۲۰۲۳ | بهترین فیلم                                                     | همه‌چیز همه‌جا به یکباره                                                                   | برنده     | [ ۱۸ ]        |
| جوایز فیلم به انتخاب منتقدان              | ۱۵ ژانویه ۲۰۲۳ | بهترین کارگردانی                                                | دانیل‌ها                                                                                  | برنده     | [ ۱۸ ]        |
| جوایز فیلم به انتخاب منتقدان              | ۱۵ ژانویه ۲۰۲۳ | بهترین بازیگر زن                                                | میشل یئو                                                                                 | نامزدشده  | [ ۱۸ ]        |
| جوایز فیلم به انتخاب منتقدان              | ۱۵ ژانویه ۲۰۲۳ | بهترین بازیگر نقش مکمل مرد                                      | جاناتان کی کوان                                                                          | برنده     | [ ۱۸ ]        |
| جوایز فیلم به انتخاب منتقدان              | ۱۵ ژانویه ۲۰۲۳ | بهترین بازیگر نقش مکمل زن                                       | جیمی لی کرتیس                                                                            | نامزدشده  | [ ۱۸ ]        |
| جوایز فیلم به انتخاب منتقدان              | ۱۵ ژانویه ۲۰۲۳ | بهترین بازیگر نقش مکمل زن                                       | استفانی شو                                                                               | نامزدشده  | [ ۱۸ ]        |
| جوایز فیلم به انتخاب منتقدان              | ۱۵ ژانویه ۲۰۲۳ | جایزه گزینش منتقدان برای بهترین گروه بازیگری                    | همه‌چیز همه‌جا به یکباره                                                                   | نامزدشده  | [ ۱۸ ]        |
| جوایز فیلم به انتخاب منتقدان              | ۱۵ ژانویه ۲۰۲۳ | بهترین فیلم‌نامه غیر اقتباسی                                     | دانیل‌ها                                                                                  | برنده     | [ ۱۸ ]        |
| جوایز فیلم به انتخاب منتقدان              | ۱۵ ژانویه ۲۰۲۳ | بهترین تدوین                                                    | پل راجرز                                                                                 | برنده     | [ ۱۸ ]        |
| جوایز فیلم به انتخاب منتقدان              | ۱۵ ژانویه ۲۰۲۳ | بهترین طراحی صحنه و لباس                                        | شرلی کوراتا                                                                              | نامزدشده  | [ ۱۸ ]        |
| جوایز فیلم به انتخاب منتقدان              | ۱۵ ژانویه ۲۰۲۳ | بهترین کارگردانی هنری                                           | جیسون کیسوردای و کلسی افرایم                                                             | نامزدشده  | [ ۱۸ ]        |
| جوایز فیلم به انتخاب منتقدان              | ۱۵ ژانویه ۲۰۲۳ | بهترین گریم                                                     | همه‌چیز همه‌جا به یکباره                                                                   | نامزدشده  | [ ۱۸ ]        |
| جوایز فیلم به انتخاب منتقدان              | ۱۵ ژانویه ۲۰۲۳ | بهترین جلوه‌های بصری                                             | همه‌چیز همه‌جا به یکباره                                                                   | نامزدشده  | [ ۱۸ ]        |
| جوایز فیلم به انتخاب منتقدان              | ۱۵ ژانویه ۲۰۲۳ | بهترین کمدی                                                     | همه‌چیز همه‌جا به یکباره                                                                   | نامزدشده  | [ ۱۸ ]        |
| جایزه برتر گزینش منتقدان                  | ۱۶ مارس ۲۰۲۳   | بهترین فیلم علمی تخیلی/فانتزی                                   | همه‌چیز همه‌جا به یکباره                                                                   | در انتظار | [ ۱۹ ]        |
| جایزه برتر گزینش منتقدان                  | ۱۶ مارس ۲۰۲۳   | بهترین بازیگر مرد فیلم علمی تخیلی/فانتزی                        | جاناتان کی کوان                                                                          | در انتظار | [ ۱۹ ]        |
| جایزه برتر گزینش منتقدان                  | ۱۶ مارس ۲۰۲۳   | بهترین بازیگر زن فیلم علمی تخیلی/فانتزی                         | استفانی شو                                                                               | در انتظار | [ ۱۹ ]        |
| جایزه برتر گزینش منتقدان                  | ۱۶ مارس ۲۰۲۳   | بهترین بازیگر زن فیلم علمی تخیلی/فانتزی                         | میشل یئو                                                                                 | در انتظار | [ ۱۹ ]        |
| انجمن منتقدان فیلم دالاس‌فورت وورث         | 19 دسامبر ۲۰۲۲ | بهترین تصویر                                                    | همه‌چیز همه‌جا به یکباره                                                                   | برنده     | [ ۲۰ ]        |
| انجمن منتقدان فیلم دالاس‌فورت وورث         | 19 دسامبر ۲۰۲۲ | بهترین کارگردان                                                 | دانیل‌ها                                                                                  | برنده     | [ ۲۰ ]        |
| انجمن منتقدان فیلم دالاس‌فورت وورث         | 19 دسامبر ۲۰۲۲ | بهترین بازیگر زن                                                | میشل یئو                                                                                 | دوم شد    | [ ۲۰ ]        |
| انجمن منتقدان فیلم دالاس‌فورت وورث         | 19 دسامبر ۲۰۲۲ | بهترین بازیگر نقش مکمل مرد                                      | جاناتان کی کوان                                                                          | برنده     | [ ۲۰ ]        |
| انجمن منتقدان فیلم دالاس‌فورت وورث         | 19 دسامبر ۲۰۲۲ | بهترین فیلمنامه                                                 | دانیل‌ها                                                                                  | دوم شد    | [ ۲۰ ]        |
| جایزه انجمن کارگردانان آمریکا             | ۱۸ فوریه ۲۰۲۳  | کارگردانی برجسته – فیلم بلند                                    | دانیل‌ها                                                                                  | برنده     | [ ۲۱ ]        |
| جوایز دوریان                              | ۱۰ ژانویه ۲۰۲۳ | فیلم سال                                                        | همه‌چیز همه‌جا به یکباره                                                                   | برنده     | [ ۲۲ ] [ ۲۳ ] |
| جوایز دوریان                              | ۱۰ ژانویه ۲۰۲۳ | فیلم ال‌جی‌بی‌تی‌کیو سال                                            | همه‌چیز همه‌جا به یکباره                                                                   | برنده     | [ ۲۲ ] [ ۲۳ ] |
| جوایز دوریان                              | ۱۰ ژانویه ۲۰۲۳ | فیلم برجسته سال از نظر بصری                                     | همه‌چیز همه‌جا به یکباره                                                                   | برنده     | [ ۲۲ ] [ ۲۳ ] |
| جوایز دوریان                              | ۱۰ ژانویه ۲۰۲۳ | کارگردان سال                                                    | دانیل‌ها                                                                                  | برنده     | [ ۲۲ ] [ ۲۳ ] |
| جوایز دوریان                              | ۱۰ ژانویه ۲۰۲۳ | فیلمنامه سال                                                    | دانیل‌ها                                                                                  | برنده     | [ ۲۲ ] [ ۲۳ ] |
| جوایز دوریان                              | ۱۰ ژانویه ۲۰۲۳ | اجرای فیلم سال                                                  | میشل یئو                                                                                 | برنده     | [ ۲۲ ] [ ۲۳ ] |
| جوایز دوریان                              | ۱۰ ژانویه ۲۰۲۳ | نقش‌های مکمل برجسته سال                                          | جاناتان کی کوان                                                                          | برنده     | [ ۲۲ ] [ ۲۳ ] |
| جوایز دوریان                              | ۱۰ ژانویه ۲۰۲۳ | نقش‌های مکمل برجسته سال                                          | جیمی لی کرتیس                                                                            | نامزدشده  | [ ۲۲ ] [ ۲۳ ] |
| جوایز دوریان                              | ۱۰ ژانویه ۲۰۲۳ | نقش‌های مکمل برجسته سال                                          | استفانی شو                                                                               | نامزدشده  | [ ۲۲ ] [ ۲۳ ] |
| جوایز دوریان                              | ۱۰ ژانویه ۲۰۲۳ | جایزه ستاره در حال ظهور                                         | استفانی شو                                                                               | برنده     | [ ۲۲ ] [ ۲۳ ] |
| جوایز دوریان                              | ۱۰ ژانویه ۲۰۲۳ | جایزه وایلد آرتیست سال                                          | میشل یئو                                                                                 | برنده     | [ ۲۲ ] [ ۲۳ ] |
| حلقه منتقدان فیلم فلوریدا                 | 22 دسامبر ۲۰۲۲ | بهترین تصویر                                                    | همه‌چیز همه‌جا به یکباره                                                                   | برنده     | [ ۲۴ ]        |
| حلقه منتقدان فیلم فلوریدا                 | 22 دسامبر ۲۰۲۲ | بهترین کارگردان                                                 | دانیل‌ها                                                                                  | نامزدشده  | [ ۲۴ ]        |
| حلقه منتقدان فیلم فلوریدا                 | 22 دسامبر ۲۰۲۲ | بهترین بازیگر زن                                                | میشل یئو                                                                                 | نامزدشده  | [ ۲۴ ]        |
| حلقه منتقدان فیلم فلوریدا                 | 22 دسامبر ۲۰۲۲ | بهترین بازیگر نقش مکمل مرد                                      | جاناتان کی کوان                                                                          | برنده     | [ ۲۴ ]        |
| حلقه منتقدان فیلم فلوریدا                 | 22 دسامبر ۲۰۲۲ | بهترین بازیگر نقش مکمل زن                                       | جیمی لی کرتیس                                                                            | نامزدشده  | [ ۲۴ ]        |
| حلقه منتقدان فیلم فلوریدا                 | 22 دسامبر ۲۰۲۲ | بهترین بازیگر نقش مکمل زن                                       | استفانی شو                                                                               | نامزدشده  | [ ۲۴ ]        |
| حلقه منتقدان فیلم فلوریدا                 | 22 دسامبر ۲۰۲۲ | جایزه دستیابی به برجستگی                                        | استفانی شو                                                                               | نامزدشده  | [ ۲۴ ]        |
| حلقه منتقدان فیلم فلوریدا                 | 22 دسامبر ۲۰۲۲ | بهترین فیلمنامه اصلی                                            | دانیل‌ها                                                                                  | دوم شد    | [ ۲۴ ]        |
| حلقه منتقدان فیلم فلوریدا                 | 22 دسامبر ۲۰۲۲ | بهترین موسیقی متن                                               | سان لوکس                                                                                 | نامزدشده  | [ ۲۴ ]        |
| حلقه منتقدان فیلم فلوریدا                 | 22 دسامبر ۲۰۲۲ | بهترین گروه بازیگران                                            | همه‌چیز همه‌جا به یکباره                                                                   | برنده     | [ ۲۴ ]        |
| حلقه منتقدان فیلم فلوریدا                 | 22 دسامبر ۲۰۲۲ | بهترین جلوه‌های بصری                                             | همه‌چیز همه‌جا به یکباره                                                                   | نامزدشده  | [ ۲۴ ]        |
| انجمن منتقدان فیلم جورجیا                 | ۱۳ ژانویه ۲۰۲۳ | بهترین تصویر                                                    | همه‌چیز همه‌جا به یکباره                                                                   | برنده     | [ ۲۵ ]        |
| انجمن منتقدان فیلم جورجیا                 | ۱۳ ژانویه ۲۰۲۳ | بهترین کارگردان                                                 | دانیل‌ها                                                                                  | برنده     | [ ۲۵ ]        |
| انجمن منتقدان فیلم جورجیا                 | ۱۳ ژانویه ۲۰۲۳ | بهترین بازیگر زن                                                | میشل یئو                                                                                 | برنده     | [ ۲۵ ]        |
| انجمن منتقدان فیلم جورجیا                 | ۱۳ ژانویه ۲۰۲۳ | بهترین بازیگر نقش مکمل مرد                                      | جاناتان کی کوان                                                                          | برنده     | [ ۲۵ ]        |
| انجمن منتقدان فیلم جورجیا                 | ۱۳ ژانویه ۲۰۲۳ | بهترین بازیگر نقش مکمل زن                                       | جیمی لی کرتیس                                                                            | نامزدشده  | [ ۲۵ ]        |
| انجمن منتقدان فیلم جورجیا                 | ۱۳ ژانویه ۲۰۲۳ | بهترین بازیگر نقش مکمل زن                                       | استفانی شو                                                                               | برنده     | [ ۲۵ ]        |
| انجمن منتقدان فیلم جورجیا                 | ۱۳ ژانویه ۲۰۲۳ | بهترین فیلمنامه اصلی                                            | دانیل‌ها                                                                                  | نامزدشده  | [ ۲۵ ]        |
| انجمن منتقدان فیلم جورجیا                 | ۱۳ ژانویه ۲۰۲۳ | بهترین طراحی تولید                                              | جیسون کیسواردای، کلسی افرایم                                                             | دوم شد    | [ ۲۵ ]        |
| انجمن منتقدان فیلم جورجیا                 | ۱۳ ژانویه ۲۰۲۳ | بهترین گروه بازیگران                                            | همه‌چیز همه‌جا به یکباره                                                                   | دوم شد    | [ ۲۵ ]        |
| جوایز گلدن گلوب                           | ۱۰ ژانویهٔ ۲۰۲۳ | بهترین فیلم – موزیکال یا کمدی                                   | دانیل‌ها، جاناتان وانگ، جو روسو، آنتونی روسو و مایک لاروکا                                | نامزدشده  | [ ۲۶ ]        |
| جوایز گلدن گلوب                           | ۱۰ ژانویهٔ ۲۰۲۳ | بهترین کارگردانی                                                | دانیل‌ها                                                                                  | نامزدشده  | [ ۲۶ ]        |
| جوایز گلدن گلوب                           | ۱۰ ژانویهٔ ۲۰۲۳ | بهترین بازیگر زن – فیلم موزیکال یا کمدی                         | میشل یئو                                                                                 | برنده     | [ ۲۶ ]        |
| جوایز گلدن گلوب                           | ۱۰ ژانویهٔ ۲۰۲۳ | بهترین بازیگر نقش مکمل مرد                                      | جاناتان کی کوان                                                                          | برنده     | [ ۲۶ ]        |
| جوایز گلدن گلوب                           | ۱۰ ژانویهٔ ۲۰۲۳ | بهترین بازیگر نقش مکمل زن                                       | جیمی لی کرتیس                                                                            | نامزدشده  | [ ۲۶ ]        |
| جوایز گلدن گلوب                           | ۱۰ ژانویهٔ ۲۰۲۳ | بهترین فیلم‌نامه                                                 | دانیل‌ها                                                                                  | نامزدشده  | [ ۲۶ ]        |
| جوایز قرقره طلایی                         | ۲۶ فوریه ۲۰۲۳  | دستاورد برجسته در ویرایش صدا                                    | برنت کیزر                                                                                | نامزدشده  | [ ۲۷ ] [ ۲۸ ] |
| جوایز قرقره طلایی                         | ۲۶ فوریه ۲۰۲۳  | دستاورد برجسته در ویرایش صدا - جلوه‌های ویژه / فولی              | برنت کیزر                                                                                | نامزدشده  | [ ۲۷ ] [ ۲۸ ] |
| جوایز قرقره طلایی                         | ۲۶ فوریه ۲۰۲۳  | دستاورد برجسته در ویرایش موسیقی - فیلم بلند                     | دین منتا، لوک وایلدر، کاترین گوردون میلر                                                 | نامزدشده  | [ ۲۷ ] [ ۲۸ ] |
| جوایز گاتهام                              | 28 نوامبر ۲۰۲۲ | بهترین فیلم بلند                                                | همه‌چیز همه‌جا به یکباره                                                                   | برنده     | [ ۲۹ ]        |
| جوایز گاتهام                              | 28 نوامبر ۲۰۲۲ | نقش اول برجسته                                                  | میشل یئو                                                                                 | نامزدشده  | [ ۲۹ ]        |
| جوایز گاتهام                              | 28 نوامبر ۲۰۲۲ | نقش مکمل برجسته                                                 | جاناتان کی کوان                                                                          | برنده     | [ ۲۹ ]        |
| انجمن منتقدان هالیوود                     | ۲۴ فوریه ۲۰۲۳  | بهترین تصویر                                                    | همه‌چیز همه‌جا به یکباره                                                                   | برنده     | [ ۳۰ ]        |
| انجمن منتقدان هالیوود                     | ۲۴ فوریه ۲۰۲۳  | بهترین فیلم مستقل                                               | همه‌چیز همه‌جا به یکباره                                                                   | نامزدشده  | [ ۳۰ ]        |
| انجمن منتقدان هالیوود                     | ۲۴ فوریه ۲۰۲۳  | بهترین کارگردان                                                 | دانیل‌ها                                                                                  | برنده     | [ ۳۰ ]        |
| انجمن منتقدان هالیوود                     | ۲۴ فوریه ۲۰۲۳  | بهترین بازیگر زن                                                | میشل یئو                                                                                 | برنده     | [ ۳۰ ]        |
| انجمن منتقدان هالیوود                     | ۲۴ فوریه ۲۰۲۳  | بهترین بازیگر نقش مکمل مرد                                      | جاناتان کی کوان                                                                          | برنده     | [ ۳۰ ]        |
| انجمن منتقدان هالیوود                     | ۲۴ فوریه ۲۰۲۳  | بهترین بازیگر نقش مکمل زن                                       | جیمی لی کرتیس                                                                            | نامزدشده  | [ ۳۰ ]        |
| انجمن منتقدان هالیوود                     | ۲۴ فوریه ۲۰۲۳  | بهترین بازیگر نقش مکمل زن                                       | استفانی شو                                                                               | نامزدشده  | [ ۳۰ ]        |
| انجمن منتقدان هالیوود                     | ۲۴ فوریه ۲۰۲۳  | بهترین گروه بازیگران                                            | همه‌چیز همه‌جا به یکباره                                                                   | برنده     | [ ۳۰ ]        |
| انجمن منتقدان هالیوود                     | ۲۴ فوریه ۲۰۲۳  | بهترین فیلمنامه اصلی                                            | دانیل‌ها                                                                                  | برنده     | [ ۳۰ ]        |
| انجمن منتقدان هالیوود                     | ۲۴ فوریه ۲۰۲۳  | بهترین مسئول انتخاب بازیگران                                    | سارا هالی فین                                                                            | نامزدشده  | [ ۳۰ ]        |
| انجمن منتقدان هالیوود                     | ۲۴ فوریه ۲۰۲۳  | بهترین فیلمبرداری                                               | لارکین سیپل                                                                              | نامزدشده  | [ ۳۰ ]        |
| انجمن منتقدان هالیوود                     | ۲۴ فوریه ۲۰۲۳  | بهترین تدوین                                                    | پل راجرز                                                                                 | برنده     | [ ۳۰ ]        |
| انجمن منتقدان هالیوود                     | ۲۴ فوریه ۲۰۲۳  | بهترین گریم و آرایش مو                                          | میشل چونگ و آنیسا سالازار                                                                | نامزدشده  | [ ۳۰ ]        |
| انجمن منتقدان هالیوود                     | ۲۴ فوریه ۲۰۲۳  | بهترین جلوه‌های بصری                                             | زک استولتز، اتان فلدباو، بنجامین بروور و جف دسوم                                         | نامزدشده  | [ ۳۰ ]        |
| انجمن منتقدان هالیوود                     | ۲۴ فوریه ۲۰۲۳  | بهترین کمپین بازاریابی                                          | همه‌چیز همه‌جا به یکباره                                                                   | نامزدشده  | [ ۳۰ ]        |
| انجمن منتقدان هالیوود                     | ۲۴ فوریه ۲۰۲۳  | بهترین بدل‌کاری                                                  | همه‌چیز همه‌جا به یکباره                                                                   | نامزدشده  | [ ۳۰ ]        |
| انجمن منتقدان هالیوود                     | ۱ جولای ۲۰۲۲   | بهترین تصویر                                                    | همه‌چیز همه‌جا به یکباره                                                                   | برنده     | [ ۳۱ ] [ ۳۲ ] |
| انجمن منتقدان هالیوود                     | ۱ جولای ۲۰۲۲   | بهترین فیلم مستقل                                               | همه‌چیز همه‌جا به یکباره                                                                   | برنده     | [ ۳۱ ] [ ۳۲ ] |
| انجمن منتقدان هالیوود                     | ۱ جولای ۲۰۲۲   | بهترین کارگردان                                                 | دانیل‌ها                                                                                  | برنده     | [ ۳۱ ] [ ۳۲ ] |
| انجمن منتقدان هالیوود                     | ۱ جولای ۲۰۲۲   | بهترین بازیگر زن                                                | میشل یئو                                                                                 | برنده     | [ ۳۱ ] [ ۳۲ ] |
| انجمن منتقدان هالیوود                     | ۱ جولای ۲۰۲۲   | بهترین بازیگر نقش مکمل مرد                                      | جاناتان کی کوان                                                                          | برنده     | [ ۳۱ ] [ ۳۲ ] |
| انجمن منتقدان هالیوود                     | ۱ جولای ۲۰۲۲   | بهترین بازیگر نقش مکمل زن                                       | جیمی لی کرتیس                                                                            | نامزدشده  | [ ۳۱ ] [ ۳۲ ] |
| انجمن منتقدان هالیوود                     | ۱ جولای ۲۰۲۲   | بهترین بازیگر نقش مکمل زن                                       | استفانی شو                                                                               | برنده     | [ ۳۱ ] [ ۳۲ ] |
| انجمن منتقدان هالیوود                     | ۱ جولای ۲۰۲۲   | بهترین فیلمنامه                                                 | دانیل‌ها                                                                                  | برنده     | [ ۳۱ ] [ ۳۲ ] |
| جایزه موسیقی هالیوود                      | ۱۶ نوامبر ۲۰۲۲ | بهترین موسیقی متن در یک فیلم مستقل                              | سان لوکس                                                                                 | نامزدشده  | [ ۳۳ ]        |
| جایزه موسیقی هالیوود                      | ۱۶ نوامبر ۲۰۲۲ | بهترین آهنگ اصلی در یک فیلم مستقل                               | رایان لوت، دیوید برن و میتسکی برای «این زندگی است»                                       | نامزدشده  | [ ۳۳ ]        |
| جایزه موسیقی هالیوود                      | ۱۶ نوامبر ۲۰۲۲ | بهترین نظارت موسیقی - فیلم                                      | بروس گیلبرت                                                                              | نامزدشده  | [ ۳۳ ]        |
| جامعه منتقدان فیلم هیوستون                | 18 فوریه ۲۰۲۳  | بهترین تصویر                                                    | همه‌چیز همه‌جا به یکباره                                                                   | برنده     | [ ۳۴ ] [ ۳۵ ] |
| جامعه منتقدان فیلم هیوستون                | 18 فوریه ۲۰۲۳  | بهترین کارگردان                                                 | دانیل‌ها                                                                                  | برنده     | [ ۳۴ ] [ ۳۵ ] |
| جامعه منتقدان فیلم هیوستون                | 18 فوریه ۲۰۲۳  | بهترین بازیگر زن                                                | میشل یئو                                                                                 | نامزدشده  | [ ۳۴ ] [ ۳۵ ] |
| جامعه منتقدان فیلم هیوستون                | 18 فوریه ۲۰۲۳  | بهترین بازیگر نقش مکمل مرد                                      | جاناتان کی کوان                                                                          | برنده     | [ ۳۴ ] [ ۳۵ ] |
| جامعه منتقدان فیلم هیوستون                | 18 فوریه ۲۰۲۳  | بهترین بازیگر نقش مکمل زن                                       | جیمی لی کرتیس                                                                            | نامزدشده  | [ ۳۴ ] [ ۳۵ ] |
| جامعه منتقدان فیلم هیوستون                | 18 فوریه ۲۰۲۳  | بهترین بازیگر نقش مکمل زن                                       | استفانی شو                                                                               | نامزدشده  | [ ۳۴ ] [ ۳۵ ] |
| جامعه منتقدان فیلم هیوستون                | 18 فوریه ۲۰۲۳  | بهترین فیلمنامه                                                 | دانیل‌ها                                                                                  | نامزدشده  | [ ۳۴ ] [ ۳۵ ] |
| جامعه منتقدان فیلم هیوستون                | 18 فوریه ۲۰۲۳  | بهترین گروه بازیگران                                            | همه‌چیز همه‌جا به یکباره                                                                   | نامزدشده  | [ ۳۴ ] [ ۳۵ ] |
| جامعه منتقدان فیلم هیوستون                | 18 فوریه ۲۰۲۳  | بهترین تیم هماهنگی بدلکاری                                      | همه‌چیز همه‌جا به یکباره                                                                   | نامزدشده  | [ ۳۴ ] [ ۳۵ ] |
| جایزه ایندیپندنت اسپیریت                  | ۴ مارس ۲۰۲۳    | بهترین فیلم بلند                                                | دانیل‌ها، جاناتان وانگ، برادران روسو، و مایک لاروکا                                       | برنده     | [ ۳۶ ]        |
| جایزه ایندیپندنت اسپیریت                  | ۴ مارس ۲۰۲۳    | بهترین کارگردان                                                 | دانیل‌ها                                                                                  | برنده     | [ ۳۶ ]        |
| جایزه ایندیپندنت اسپیریت                  | ۴ مارس ۲۰۲۳    | بهترین نقش اصلی                                                 | میشل یئو                                                                                 | برنده     | [ ۳۶ ]        |
| جایزه ایندیپندنت اسپیریت                  | ۴ مارس ۲۰۲۳    | بهترین نقش مکمل                                                 | جیمی لی کرتیس                                                                            | نامزدشده  | [ ۳۶ ]        |
| جایزه ایندیپندنت اسپیریت                  | ۴ مارس ۲۰۲۳    | بهترین نقش مکمل                                                 | جاناتان کی کوان                                                                          | برنده     | [ ۳۶ ]        |
| جایزه ایندیپندنت اسپیریت                  | ۴ مارس ۲۰۲۳    | بهترین نقش برجسته                                               | استفانی شو                                                                               | برنده     | [ ۳۶ ]        |
| جایزه ایندیپندنت اسپیریت                  | ۴ مارس ۲۰۲۳    | بهترین فیلمنامه                                                 | دانیل‌ها                                                                                  | برنده     | [ ۳۶ ]        |
| جایزه ایندیپندنت اسپیریت                  | ۴ مارس ۲۰۲۳    | بهترین تدوین                                                    | پل راجرز                                                                                 | برنده     | [ ۳۶ ]        |
| جوایز انجمن مدیران مکان                   | ۲۷ اوت ۲۰۲۲    | مکان‌های برجسته در یک فیلم معاصر                                 | همه‌چیز همه‌جا به یکباره                                                                   | نامزدشده  | [ ۳۷ ]        |
| حلقه منتقدان فیلم لندن                    | ۶ فوریه ۲۰۲۳   | فیلم سال                                                        | همه‌چیز همه‌جا به یکباره                                                                   | نامزدشده  | [ ۳۸ ]        |
| حلقه منتقدان فیلم لندن                    | ۶ فوریه ۲۰۲۳   | کارگردان سال                                                    | دانیل‌ها                                                                                  | نامزدشده  | [ ۳۸ ]        |
| حلقه منتقدان فیلم لندن                    | ۶ فوریه ۲۰۲۳   | بازیگر زن سال                                                   | میشل یئو                                                                                 | نامزدشده  | [ ۳۸ ]        |
| حلقه منتقدان فیلم لندن                    | ۶ فوریه ۲۰۲۳   | بازیگر نقش مکمل سال                                             | جاناتان کی کوان                                                                          | نامزدشده  | [ ۳۸ ]        |
| حلقه منتقدان فیلم لندن                    | ۶ فوریه ۲۰۲۳   | فیلمنامه‌نویس سال                                                | دانیل‌ها                                                                                  | نامزدشده  | [ ۳۸ ]        |
| حلقه منتقدان فیلم لندن                    | ۶ فوریه ۲۰۲۳   | جایزه دستاورد فنی                                               | پل راجرز                                                                                 | نامزدشده  | [ ۳۸ ]        |
| انجمن منتقدان فیلم لس آنجلس               | ۱۱ دسامبر ۲۰۲۲ | بهترین فیلم                                                     | همه‌چیز همه‌جا به یکباره (با تار مساوی شد)                                                 | برنده     | [ ۳۹ ]        |
| انجمن منتقدان فیلم لس آنجلس               | ۱۱ دسامبر ۲۰۲۲ | بهترین نقش اصلی                                                 | میشل یئو                                                                                 | دوم شد    | [ ۳۹ ]        |
| انجمن منتقدان فیلم لس آنجلس               | ۱۱ دسامبر ۲۰۲۲ | بهترین نقش مکمل                                                 | جاناتان کی کوان                                                                          | برنده     | [ ۳۹ ]        |
| انجمن منتقدان فیلم لس آنجلس               | ۱۱ دسامبر ۲۰۲۲ | طراحی تولید                                                     | جیسون کیسوردای                                                                           | دوم شد    | [ ۳۹ ]        |
| انجمن آرایشگران سینما                     | 11 فوریه ۲۰۲۳  | بهترین گریم معاصر در یک فیلم بلند                               | میشل چانگ، ارین روزنمان، دانیا آ. ریدوی                                                  | برنده     | [ ۴۰ ]        |
| انجمن آرایشگران سینما                     | 11 فوریه ۲۰۲۳  | بهترین مدل موی معاصر در یک فیلم بلند                            | آنیسا سالازار، مگان هینی، میکی کاپورسو                                                   | نامزدشده  | [ ۴۰ ]        |
| هیئت ملی بازبینی فیلم                     | 8 دسامبر ۲۰۲۲  | ۱۰ فیلم برتر هیئت ملی بازبینی فیلم                              | همه‌چیز همه‌جا به یکباره                                                                   | برنده     | [ ۴۱ ]        |
| هیئت ملی بازبینی فیلم                     | 8 دسامبر ۲۰۲۲  | بهترین بازیگر زن                                                | میشل یئو                                                                                 | برنده     | [ ۴۱ ]        |
| انجمن ملی منتقدان فیلم                    | ۷ ژانویه ۲۰۲۳  | بهترین بازیگر زن                                                | میشل یئو                                                                                 | دوم شد    | [ ۴۲ ]        |
| انجمن ملی منتقدان فیلم                    | ۷ ژانویه ۲۰۲۳  | بهترین بازیگر نقش مکمل مرد                                      | جاناتان کی کوان                                                                          | برنده     | [ ۴۲ ]        |
| حلقه منتقدان فیلم نیویورک                 | ۲ دسامبر ۲۰۲۲  | بهترین بازیگر نقش مکمل مرد                                      | جاناتان کی کوان                                                                          | برنده     | [ ۴۳ ]        |
| جوایز آنلاین منتقدان فیلم نیویورک         | ۱۱ دسامبر ۲۰۲۲ | بهترین کارگردان                                                 | دانیل‌ها                                                                                  | برنده     | [ ۴۴ ]        |
| جوایز آنلاین منتقدان فیلم نیویورک         | ۱۱ دسامبر ۲۰۲۲ | بهترین بازیگر زن                                                | میشل یئو                                                                                 | برنده     | [ ۴۴ ]        |
| جامعه آنلاین منتقدان فیلم                 | ۲۳ ژانویه ۲۰۲۳ | بهترین تصویر                                                    | همه‌چیز همه‌جا به یکباره                                                                   | برنده     | [ ۴۵ ]        |
| جامعه آنلاین منتقدان فیلم                 | ۲۳ ژانویه ۲۰۲۳ | بهترین کارگردان                                                 | دانیل کوان، دانیل شاینرت                                                                 | برنده     | [ ۴۵ ]        |
| جامعه آنلاین منتقدان فیلم                 | ۲۳ ژانویه ۲۰۲۳ | بهترین بازیگر زن                                                | میشل یئو                                                                                 | برنده     | [ ۴۵ ]        |
| جامعه آنلاین منتقدان فیلم                 | ۲۳ ژانویه ۲۰۲۳ | بهترین بازیگر نقش مکمل مرد                                      | جاناتان کی کوان                                                                          | برنده     | [ ۴۵ ]        |
| جامعه آنلاین منتقدان فیلم                 | ۲۳ ژانویه ۲۰۲۳ | بهترین بازیگر نقش مکمل زن                                       | جیمی لی کرتیس                                                                            | نامزدشده  | [ ۴۵ ]        |
| جامعه آنلاین منتقدان فیلم                 | ۲۳ ژانویه ۲۰۲۳ | بهترین بازیگر نقش مکمل زن                                       | استفانی شو                                                                               | نامزدشده  | [ ۴۵ ]        |
| جامعه آنلاین منتقدان فیلم                 | ۲۳ ژانویه ۲۰۲۳ | بهترین فیلمنامه اصلی                                            | دانیل کوان، دانیل شاینرت                                                                 | برنده     | [ ۴۵ ]        |
| جامعه آنلاین منتقدان فیلم                 | ۲۳ ژانویه ۲۰۲۳ | بهترین تدوین                                                    | پل راجرز                                                                                 | برنده     | [ ۴۵ ]        |
| جامعه آنلاین منتقدان فیلم                 | ۲۳ ژانویه ۲۰۲۳ | بهترین طراحی لباس                                               | همه‌چیز همه‌جا به یکباره                                                                   | نامزدشده  | [ ۴۵ ]        |
| جامعه آنلاین منتقدان فیلم                 | ۲۳ ژانویه ۲۰۲۳ | بهترین طراحی تولید                                              | همه‌چیز همه‌جا به یکباره                                                                   | نامزدشده  | [ ۴۵ ]        |
| جامعه آنلاین منتقدان فیلم                 | ۲۳ ژانویه ۲۰۲۳ | بهترین جلوه‌های بصری                                             | همه‌چیز همه‌جا به یکباره                                                                   | نامزدشده  | [ ۴۵ ]        |
| جایزه انجمن تهیه‌کنندگان آمریکا            | ۲۵ فوریه ۲۰۲۳  | بهترین فیلم                                                     | جاناتان وانگ، دانیل‌ها                                                                    | برنده     | [ ۴۶ ] [ ۴۷ ] |
| انجمن منتقدان فیلم سن دیگو                | ۶ ژانویه ۲۰۲۳  | بهترین تصویر                                                    | همه‌چیز همه‌جا به یکباره                                                                   | نامزدشده  | [ ۴۸ ]        |
| انجمن منتقدان فیلم سن دیگو                | ۶ ژانویه ۲۰۲۳  | بهترین کارگردان                                                 | دانیل‌ها                                                                                  | برنده     | [ ۴۸ ]        |
| انجمن منتقدان فیلم سن دیگو                | ۶ ژانویه ۲۰۲۳  | بهترین بازیگر زن                                                | میشل یئو                                                                                 | نامزدشده  | [ ۴۸ ]        |
| انجمن منتقدان فیلم سن دیگو                | ۶ ژانویه ۲۰۲۳  | بهترین بازیگر نقش مکمل مرد                                      | جاناتان کی کوان                                                                          | نامزدشده  | [ ۴۸ ]        |
| انجمن منتقدان فیلم سن دیگو                | ۶ ژانویه ۲۰۲۳  | بهترین بازیگر نقش مکمل زن                                       | جیمی لی کرتیس                                                                            | نامزدشده  | [ ۴۸ ]        |
| انجمن منتقدان فیلم سن دیگو                | ۶ ژانویه ۲۰۲۳  | بهترین بازیگر نقش مکمل زن                                       | استفانی شو                                                                               | دوم شد    | [ ۴۸ ]        |
| انجمن منتقدان فیلم سن دیگو                | ۶ ژانویه ۲۰۲۳  | بهترین فیلمنامه اصلی                                            | دانیل‌ها                                                                                  | نامزدشده  | [ ۴۸ ]        |
| انجمن منتقدان فیلم سن دیگو                | ۶ ژانویه ۲۰۲۳  | بهترین تدوین                                                    | پل راجرز                                                                                 | برنده     | [ ۴۸ ]        |
| انجمن منتقدان فیلم سن دیگو                | ۶ ژانویه ۲۰۲۳  | بهترین طراحی تولید                                              | جیسون کیسوردای                                                                           | نامزدشده  | [ ۴۸ ]        |
| انجمن منتقدان فیلم سن دیگو                | ۶ ژانویه ۲۰۲۳  | بهترین گروه بازیگران                                            | همه‌چیز همه‌جا به یکباره                                                                   | برنده     | [ ۴۸ ]        |
| انجمن منتقدان فیلم سن دیگو                | ۶ ژانویه ۲۰۲۳  | بهترین جلوه‌های بصری                                             | همه‌چیز همه‌جا به یکباره                                                                   | نامزدشده  | [ ۴۸ ]        |
| حلقه منتقدان فیلم سان‌فرانسیسکو            | ۹ ژانویه ۲۰۲۳  | بهترین تصویر                                                    | همه‌چیز همه‌جا به یکباره                                                                   | نامزدشده  | [ ۴۹ ]        |
| حلقه منتقدان فیلم سان‌فرانسیسکو            | ۹ ژانویه ۲۰۲۳  | بهترین کارگردان                                                 | دانیل‌ها                                                                                  | نامزدشده  | [ ۴۹ ]        |
| حلقه منتقدان فیلم سان‌فرانسیسکو            | ۹ ژانویه ۲۰۲۳  | بهترین بازیگر زن                                                | میشل یئو                                                                                 | نامزدشده  | [ ۴۹ ]        |
| حلقه منتقدان فیلم سان‌فرانسیسکو            | ۹ ژانویه ۲۰۲۳  | بهترین بازیگر نقش مکمل مرد                                      | جاناتان کی کوان                                                                          | برنده     | [ ۴۹ ]        |
| حلقه منتقدان فیلم سان‌فرانسیسکو            | ۹ ژانویه ۲۰۲۳  | بهترین بازیگر نقش مکمل زن                                       | جیمی لی کرتیس                                                                            | برنده     | [ ۴۹ ]        |
| حلقه منتقدان فیلم سان‌فرانسیسکو            | ۹ ژانویه ۲۰۲۳  | بهترین فیلمنامه اصلی                                            | دانیل‌ها                                                                                  | نامزدشده  | [ ۴۹ ]        |
| حلقه منتقدان فیلم سان‌فرانسیسکو            | ۹ ژانویه ۲۰۲۳  | بهترین تدوین فیلم                                               | پل راجرز                                                                                 | برنده     | [ ۴۹ ]        |
| حلقه منتقدان فیلم سان‌فرانسیسکو            | ۹ ژانویه ۲۰۲۳  | بهترین طراحی تولید                                              | جیسون کیسوردای و کلسی افرایم                                                             | برنده     | [ ۴۹ ]        |
| جایزه ستلایت                              | ۳ مارس ۲۰۲۳    | بهترین فیلم سینمایی - کمدی یا موزیکال                           | همه‌چیز همه‌جا به یکباره                                                                   | برنده     | [ ۵۰ ]        |
| جایزه ستلایت                              | ۳ مارس ۲۰۲۳    | بهترین بازیگر زن در فیلم کمدی یا موزیکال                        | میشل یئو                                                                                 | برنده     | [ ۵۰ ]        |
| جایزه ستلایت                              | ۳ مارس ۲۰۲۳    | جایزه ستلایت برای بهترین بازیگر نقش مکمل مرد – فیلم سینمایی     | جاناتان کی کوان                                                                          | برنده     | [ ۵۰ ]        |
| جایزه ستلایت                              | ۳ مارس ۲۰۲۳    | جایزه ستلایت برای بهترین بازیگر نقش مکمل زن – فیلم سینمایی      | جیمی لی کرتیس                                                                            | نامزدشده  | [ ۵۰ ]        |
| جایزه ستلایت                              | ۳ مارس ۲۰۲۳    | بهترین فیلمنامه اصلی                                            | دانیل‌ها                                                                                  | نامزدشده  | [ ۵۰ ]        |
| جایزه ستلایت                              | ۳ مارس ۲۰۲۳    | بهترین تدوین فیلم                                               | پل راجرز                                                                                 | برنده     | [ ۵۰ ]        |
| جوایز ساترن                               | ۲۵ اکتبر ۲۰۲۲  | بهترین فیلم فانتزی                                              | همه‌چیز همه‌جا به یکباره                                                                   | برنده     | [ ۵۱ ] [ ۵۲ ] |
| جوایز ساترن                               | ۲۵ اکتبر ۲۰۲۲  | جایزه ساترن بهترین بازیگر نقش اول زن                            | میشل یئو                                                                                 | برنده     | [ ۵۱ ] [ ۵۲ ] |
| جوایز ساترن                               | ۲۵ اکتبر ۲۰۲۲  | بهترین بازیگر نقش مکمل مرد                                      | جاناتان کی کوان                                                                          | برنده     | [ ۵۱ ] [ ۵۲ ] |
| جوایز ساترن                               | ۲۵ اکتبر ۲۰۲۲  | بهترین بازیگر نقش مکمل زن                                       | استفانی شو                                                                               | نامزدشده  | [ ۵۱ ] [ ۵۲ ] |
| جوایز ساترن                               | ۲۵ اکتبر ۲۰۲۲  | بهترین نویسندگی                                                 | دانیل‌ها                                                                                  | نامزدشده  | [ ۵۱ ] [ ۵۲ ] |
| جوایز ساترن                               | ۲۵ اکتبر ۲۰۲۲  | بهترین تدوین                                                    | پل راجرز                                                                                 | نامزدشده  | [ ۵۱ ] [ ۵۲ ] |
| جوایز ساترن                               | ۲۵ اکتبر ۲۰۲۲  | بهترین طراحی تولید                                              | جیسون کیسوردای                                                                           | نامزدشده  | [ ۵۱ ] [ ۵۲ ] |
| جوایز ساترن                               | ۲۵ اکتبر ۲۰۲۲  | بهترین فیلم 4K نسخه ویژه                                        | همه‌چیز همه‌جا به یکباره                                                                   | برنده     | [ ۵۱ ] [ ۵۲ ] |
| جوایز انجمن بازیگران فیلم                 | ۲۶ فوریه ۲۰۲۳  | گروه بازیگران برجسته در یک فیلم سینمایی                         | جیمی لی کرتیس, جیمز هنگ، استفانی شو، جاناتان کی کوان، هری شام جونیور، جنی سلیت، میشل یئو | برنده     | [ ۵۳ ]        |
| جوایز انجمن بازیگران فیلم                 | ۲۶ فوریه ۲۰۲۳  | بهترین بازیگر نقش اول زن                                        | میشل یئو                                                                                 | برنده     | [ ۵۳ ]        |
| جوایز انجمن بازیگران فیلم                 | ۲۶ فوریه ۲۰۲۳  | بازیگر نقش مکمل مرد برجسته                                      | جاناتان کی کوان                                                                          | برنده     | [ ۵۳ ]        |
| جوایز انجمن بازیگران فیلم                 | ۲۶ فوریه ۲۰۲۳  | بهترین بازیگر نقش مکمل زن                                       | جیمی لی کرتیس                                                                            | برنده     | [ ۵۳ ]        |
| جوایز انجمن بازیگران فیلم                 | ۲۶ فوریه ۲۰۲۳  | بهترین بازیگر نقش مکمل زن                                       | استفانی شو                                                                               | نامزدشده  | [ ۵۳ ]        |
| انجمن منتقدان فیلم سیاتل                  | ۱۷ ژانویه ۲۰۲۳ | بهترین تصویر                                                    | همه‌چیز همه‌جا به یکباره                                                                   | برنده     | [ ۵۴ ]        |
| انجمن منتقدان فیلم سیاتل                  | ۱۷ ژانویه ۲۰۲۳ | بهترین کارگردان                                                 | دانیل‌ها                                                                                  | برنده     | [ ۵۴ ]        |
| انجمن منتقدان فیلم سیاتل                  | ۱۷ ژانویه ۲۰۲۳ | بهترین بازیگر زن نقش اول                                        | میشل یئو                                                                                 | نامزدشده  | [ ۵۴ ]        |
| انجمن منتقدان فیلم سیاتل                  | ۱۷ ژانویه ۲۰۲۳ | بهترین بازیگر مرد نقش مکمل                                      | جاناتان کی کوان                                                                          | برنده     | [ ۵۴ ]        |
| انجمن منتقدان فیلم سیاتل                  | ۱۷ ژانویه ۲۰۲۳ | بهترین بازیگر زن نقش مکمل                                       | استفانی شو                                                                               | نامزدشده  | [ ۵۴ ]        |
| انجمن منتقدان فیلم سیاتل                  | ۱۷ ژانویه ۲۰۲۳ | بهترین فیلمنامه                                                 | دانیل‌ها                                                                                  | نامزدشده  | [ ۵۴ ]        |
| انجمن منتقدان فیلم سیاتل                  | ۱۷ ژانویه ۲۰۲۳ | بهترین فیلمبرداری                                               | لارکین سیپل                                                                              | نامزدشده  | [ ۵۴ ]        |
| انجمن منتقدان فیلم سیاتل                  | ۱۷ ژانویه ۲۰۲۳ | بهترین طراحی لباس                                               | شرلی کوراتا                                                                              | نامزدشده  | [ ۵۴ ]        |
| انجمن منتقدان فیلم سیاتل                  | ۱۷ ژانویه ۲۰۲۳ | بهترین تدوین فیلم                                               | پل راجرز                                                                                 | برنده     | [ ۵۴ ]        |
| انجمن منتقدان فیلم سیاتل                  | ۱۷ ژانویه ۲۰۲۳ | بهترین طراحی تولید                                              | جیسون کیسوردای و کلسی افرایم                                                             | نامزدشده  | [ ۵۴ ]        |
| انجمن منتقدان فیلم سیاتل                  | ۱۷ ژانویه ۲۰۲۳ | بهترین جلوه‌های بصری                                             | زاک استولتز، اتان فلدباو، بنجامین بروور، جف دسم                                          | نامزدشده  | [ ۵۴ ]        |
| انجمن منتقدان فیلم سیاتل                  | ۱۷ ژانویه ۲۰۲۳ | بهترین شرور                                                     | جوبو توپاکی (توسط استفانی شو به تصویر کشیده شده)                                         | نامزدشده  | [ ۵۴ ]        |
| انجمن منتقدان فیلم سیاتل                  | ۱۷ ژانویه ۲۰۲۳ | بهترین انتخاب گروه بازیگران                                     | سارا هالی فین                                                                            | نامزدشده  | [ ۵۴ ]        |
| انجمن منتقدان فیلم سیاتل                  | ۱۷ ژانویه ۲۰۲۳ | بهترین رقص اکشن                                                 | همه‌چیز همه‌جا به یکباره                                                                   | نامزدشده  | [ ۵۴ ]        |
| جوایز انجمن دکوراتورهای آمریکا            | 14 فوریه ۲۰۲۳  | بهترین دستاورد در دکور/طراحی یک فیلم علمی تخیلی یا فانتزی       | کلسی افرایم، جیسون کیسواردای                                                             | برنده     | [ ۵۵ ] [ ۵۶ ] |
| انجمن منتقدان فیلم سنت لوئیس              | ۱۸ دسامبر ۲۰۲۲ | بهترین تصویر                                                    | همه‌چیز همه‌جا به یکباره                                                                   | برنده     | [ ۵۷ ] [ ۵۸ ] |
| انجمن منتقدان فیلم سنت لوئیس              | ۱۸ دسامبر ۲۰۲۲ | بهترین فیلم اکشن                                                | همه‌چیز همه‌جا به یکباره                                                                   | نامزدشده  | [ ۵۷ ] [ ۵۸ ] |
| انجمن منتقدان فیلم سنت لوئیس              | ۱۸ دسامبر ۲۰۲۲ | بهترین فیلم کمدی                                                | همه‌چیز همه‌جا به یکباره                                                                   | نامزدشده  | [ ۵۷ ] [ ۵۸ ] |
| انجمن منتقدان فیلم سنت لوئیس              | ۱۸ دسامبر ۲۰۲۲ | بهترین کارگردان                                                 | دانیل‌ها                                                                                  | دوم شد    | [ ۵۷ ] [ ۵۸ ] |
| انجمن منتقدان فیلم سنت لوئیس              | ۱۸ دسامبر ۲۰۲۲ | بهترین بازیگر زن                                                | میشل یئو                                                                                 | برنده     | [ ۵۷ ] [ ۵۸ ] |
| انجمن منتقدان فیلم سنت لوئیس              | ۱۸ دسامبر ۲۰۲۲ | بهترین بازیگر نقش مکمل مرد                                      | جاناتان کی کوان                                                                          | برنده     | [ ۵۷ ] [ ۵۸ ] |
| انجمن منتقدان فیلم سنت لوئیس              | ۱۸ دسامبر ۲۰۲۲ | بهترین فیلمنامه اصلی                                            | دانیل‌ها                                                                                  | برنده     | [ ۵۷ ] [ ۵۸ ] |
| انجمن منتقدان فیلم سنت لوئیس              | ۱۸ دسامبر ۲۰۲۲ | بهترین تدوین                                                    | پل راجرز                                                                                 | برنده     | [ ۵۷ ] [ ۵۸ ] |
| انجمن منتقدان فیلم سنت لوئیس              | ۱۸ دسامبر ۲۰۲۲ | بهترین جلوه‌های بصری                                             | زک استولتز، اتان فلدباو، بنجامین بروور و جف دسم                                          | دوم شد    | [ ۵۷ ] [ ۵۸ ] |
| انجمن منتقدان فیلم سنت لوئیس              | ۱۸ دسامبر ۲۰۲۲ | بهترین گروه بازیگران                                            | همه‌چیز همه‌جا به یکباره                                                                   | نامزدشده  | [ ۵۷ ] [ ۵۸ ] |
| انجمن منتقدان فیلم تورنتو                 | ۸ ژانویه ۲۰۲۳  | بهترین فیلم                                                     | همه‌چیز همه‌جا به یکباره                                                                   | دوم شد    | [ ۵۹ ]        |
| انجمن منتقدان فیلم تورنتو                 | ۸ ژانویه ۲۰۲۳  | بهترین کارگردان                                                 | دانیل‌ها                                                                                  | دوم شد    | [ ۵۹ ]        |
| انجمن منتقدان فیلم تورنتو                 | ۸ ژانویه ۲۰۲۳  | بهترین بازیگر زن                                                | میشل یئو                                                                                 | دوم شد    | [ ۵۹ ]        |
| انجمن منتقدان فیلم تورنتو                 | ۸ ژانویه ۲۰۲۳  | بهترین بازیگر نقش مکمل مرد                                      | جاناتان کی کوان                                                                          | برنده     | [ ۵۹ ]        |
| انجمن منتقدان فیلم تورنتو                 | ۸ ژانویه ۲۰۲۳  | بهترین فیلمنامه                                                 | دانیل‌ها                                                                                  | دوم شد    | [ ۵۹ ]        |
| حلقه منتقدان فیلم ونکوور                  | ۱۳ فوریه ۲۰۲۳  | بهترین فیلم                                                     | همه‌چیز همه‌جا به یکباره                                                                   | برنده     | [ ۶۰ ] [ ۶۱ ] |
| حلقه منتقدان فیلم ونکوور                  | ۱۳ فوریه ۲۰۲۳  | بهترین کارگردان                                                 | دانیل کوان و دانیل شاینرت                                                                | برنده     | [ ۶۰ ] [ ۶۱ ] |
| حلقه منتقدان فیلم ونکوور                  | ۱۳ فوریه ۲۰۲۳  | بهترین بازیگر زن                                                | میشل یئو                                                                                 | برنده     | [ ۶۰ ] [ ۶۱ ] |
| حلقه منتقدان فیلم ونکوور                  | ۱۳ فوریه ۲۰۲۳  | بهترین بازیگر نقش مکمل مرد                                      | جاناتان کی کوان                                                                          | نامزدشده  | [ ۶۰ ] [ ۶۱ ] |
| حلقه منتقدان فیلم ونکوور                  | ۱۳ فوریه ۲۰۲۳  | بهترین بازیگر نقش مکمل زن                                       | جیمی لی کرتیس                                                                            | نامزدشده  | [ ۶۰ ] [ ۶۱ ] |
| حلقه منتقدان فیلم ونکوور                  | ۱۳ فوریه ۲۰۲۳  | بهترین بازیگر نقش مکمل زن                                       | استفانی شو                                                                               | نامزدشده  | [ ۶۰ ] [ ۶۱ ] |
| حلقه منتقدان فیلم ونکوور                  | ۱۳ فوریه ۲۰۲۳  | بهترین فیلمنامه                                                 | دانیل کوان و دانیل شاینرت                                                                | نامزدشده  | [ ۶۰ ] [ ۶۱ ] |
| انجمن منتقدان فیلم منطقه واشینگتن، دی.سی. | ۱۲ دسامبر ۲۰۲۲ | بهترین فیلم                                                     | همه‌چیز همه‌جا به یکباره                                                                   | برنده     | [ ۶۲ ]        |
| انجمن منتقدان فیلم منطقه واشینگتن، دی.سی. | ۱۲ دسامبر ۲۰۲۲ | بهترین کارگردان                                                 | دانیل‌ها                                                                                  | برنده     | [ ۶۲ ]        |
| انجمن منتقدان فیلم منطقه واشینگتن، دی.سی. | ۱۲ دسامبر ۲۰۲۲ | بهترین بازیگر زن                                                | میشل یئو                                                                                 | نامزدشده  | [ ۶۲ ]        |
| انجمن منتقدان فیلم منطقه واشینگتن، دی.سی. | ۱۲ دسامبر ۲۰۲۲ | بهترین بازیگر نقش مکمل مرد                                      | جاناتان کی کوان                                                                          | برنده     | [ ۶۲ ]        |
| انجمن منتقدان فیلم منطقه واشینگتن، دی.سی. | ۱۲ دسامبر ۲۰۲۲ | بهترین بازیگر نقش مکمل زن                                       | جیمی لی کرتیس                                                                            | نامزدشده  | [ ۶۲ ]        |
| انجمن منتقدان فیلم منطقه واشینگتن، دی.سی. | ۱۲ دسامبر ۲۰۲۲ | بهترین بازیگر نقش مکمل زن                                       | استفانی شو                                                                               | نامزدشده  | [ ۶۲ ]        |
| انجمن منتقدان فیلم منطقه واشینگتن، دی.سی. | ۱۲ دسامبر ۲۰۲۲ | بهترین فیلمنامه اصلی                                            | دانیل کوان و دانیل شاینرت                                                                | برنده     | [ ۶۲ ]        |
| انجمن منتقدان فیلم منطقه واشینگتن، دی.سی. | ۱۲ دسامبر ۲۰۲۲ | بهترین فیلمبرداری                                               | لارکین سیپل                                                                              | نامزدشده  | [ ۶۲ ]        |
| انجمن منتقدان فیلم منطقه واشینگتن، دی.سی. | ۱۲ دسامبر ۲۰۲۲ | بهترین تدوین                                                    | پل راجرز                                                                                 | نامزدشده  | [ ۶۲ ]        |
| انجمن منتقدان فیلم منطقه واشینگتن، دی.سی. | ۱۲ دسامبر ۲۰۲۲ | بهترین طراحی تولید                                              | جیسون کیسوردای و کلسی افرایم                                                             | نامزدشده  | [ ۶۲ ]        |
| انجمن منتقدان فیلم منطقه واشینگتن، دی.سی. | ۱۲ دسامبر ۲۰۲۲ | بهترین گروه بازیگران                                            | همه‌چیز همه‌جا به یکباره                                                                   | نامزدشده  | [ ۶۲ ]        |
| جایزه انجمن نویسندگان آمریکا              | ۵ مارس ۲۰۲۳    | بهترین فیلمنامه اصلی                                            | دانیل کوان و دانیل شاینرت                                                                | برنده     |               |